# Théo Le Bris
Théo Le Bris (Rennes, 1 de octubre de 2002) es un futbolista francés que juega como defensa en el F. C. Lorient de la Ligue 1.

## Trayectoria
Canterano del F. C. Lorient, comenzó su carrera en la categoría absoluta con sus reservas, y empezó a entrenar con el primer equipo en 2021. Debutó como profesional con el Lorient en una victoria por 2-1 en la Ligue 1 contra el Lille O. S. C. el 10 de septiembre de 2021.

## Vida personal
Nació en una familia de futbolistas; su padre Benoît Le Bris y su tío Régis Le Bris fueron futbolistas profesionales en Francia.

## Estadísticas

### Clubes
Actualizado al último partido disputado el 24 de febrero de 2024.
| Club                     | Div.          | Temporada     | Liga  | Liga  | Copas nacionales | Copas nacionales | Copas internacionales | Copas internacionales | Total | Total |
| Club                     | Div.          | Temporada     | Part. | Goles | Part.            | Goles            | Part.                 | Goles                 | Part. | Goles |
| ------------------------ | ------------- | ------------- | ----- | ----- | ---------------- | ---------------- | --------------------- | --------------------- | ----- | ----- |
| F. C. Lorient II Francia | 4.ª           | 2019-20       | 12    | 0     | —                | —                | —                     | —                     | 12    | 0     |
| F. C. Lorient II Francia | 4.ª           | 2020-21       | 8     | 0     | —                | —                | —                     | —                     | 8     | 0     |
| F. C. Lorient II Francia | 4.ª           | 2021-22       | 18    | 2     | —                | —                | —                     | —                     | 18    | 2     |
| F. C. Lorient II Francia | Total club    | Total club    | 38    | 2     | 0                | 0                | 0                     | 0                     | 38    | 2     |
| F. C. Lorient Francia    | 1.ª           | 2021-22       | 4     | 0     | 0                | 0                | —                     | —                     | 4     | 0     |
| F. C. Lorient Francia    | 1.ª           | 2022-23       | 27    | 2     | 1                | 0                | —                     | —                     | 28    | 2     |
| F. C. Lorient Francia    | 1.ª           | 2023-24       | 21    | 0     | 1                | 0                | —                     | —                     | 22    | 0     |
| F. C. Lorient Francia    | Total club    | Total club    | 52    | 2     | 2                | 0                | 0                     | 0                     | 54    | 2     |
| Total carrera            | Total carrera | Total carrera | 90    | 4     | 2                | 0                | 0                     | 0                     | 92    | 4     |